# Мюдюрюм
Мюдюрюм (кирг. Мүдүрүм; в среднем течении — Аксай, Ак-Сай, кирг. Ак-Сай; в верхнем течении — Карагермес, Кызылунет) — река в Кыргызстане, течёт по территории Ат-Башинского района Нарынской области. Левый приток реки Аксай.
Длина реки составляет 98 км. Среднегодовой расход воды — 12,4 м³/с. Площадь водосборного бассейна равняется 1804 км², из которых 223,6 км² занимают ледники, а 1,4 км² — озёра.
Исток реки находится в ледниках на склонах хребта Какшаал-Тоо.